# Alex Pietrangelo
Alexander Pietrangelo (* 18. ledna 1990, King City, Ontario, Kanada) je kanadský hokejový obránce hrající v týmu Vegas Golden Knights v severoamerické lize NHL.

## Kariéra

### Mládežnický a dorostenecký hokej
Pietrangelo začínal v kategorii do 9 let v torontském rozvojovém programu, kde byli jeho spoluhráči například Steven Stamkos, Philip McRae a nebo Michael Del Zotto. Pietrangelo hrál většinu své mládežnické kariéry za tým Toronto Junior CanadiensAAA, se kterým vyhrál Ontarijskou dorosteneckou ligu v roce 2005, když Pietrangelo vstřelil vítězný gól ve finále.

### Juniorský hokej
Po úspěších v dorostenecké lize byl vybrán na třetím místě celkově v prioritním draftu OHL 2006 týmem Mississauga IceDogs. V první sezóně za IceDogs zaznamenal 52 kanadských bodů v 59 zápasech. V roce 2007 se s týmem přestěhoval do Niagary a klub změnil název na Niagara IceDogs. V září 2007 byl vyhlášen nejlepším hráčem týdne CHL, když zaznamenal 3 branky a 4 asistence ve dvou zápasech. Ve své druhé sezóně OHL si připsal 53 kanadských bodů v 60 zápasech. Po sezóně byl vybrán na celkově 4. místě vstupního draftu NHL 2008 týmem St. Louis Blues.

### Profesionální hokej
4. září 2008 podepsal se St. Louis nováčkovskou smlouvu. Svůj první zápas NHL odehrál 10. října 2008 proti Nashvillu Predators. Už o tři dny později v zápase proti Torontu Maple Leafs se zranil na hlavě, poté co jej Ryan Hollweg narazil zezadu na hrazení a byl nucen vynechat několik dní. Po osmi zápasech NHL byl odeslán zpět do juniorského týmu Niagara IceDogs. 10. dubna 2009 byl povolán do farmářského klubu Peoria Rivermen hrajícím v lize AHL. Sezónu 2009-10 začal v týmu St. Louis Blues, ale po mistrovství světa juniorů 2010 se vrátil opět do OHL, do týmu Barrie Colts, kam byl mezi juniory vyměněn z týmu IceDogs. V sezóně 2010-11 už pravidelně nastupoval za St. Louis Blues. Po konci sezóny 2011-2012 byl jmenován do druhého 2. All-Star Teamu NHL. 13. září 2013 se s vedením Blues dohodl na nové sedmileté smlouvě, která mu vynese celkem 45,5 milionu dolarů (asi 882 milionu českých korun).

### Mezinárodní kariéra
Pietrangelo byl nominován do reprezentace Kanady na Memoriálu Ivana Hlinky 2007, kde působil v roli zástupce kapitána a s týmem Kanady skončil na 4. místě. Další akci, na které se představil v kanadském národním týmu, bylo Mistrovství světa juniorů 2009, ne kterém získali zlaté medaile. V následujícím roce dostal povolení od týmu St. Louis Blues startovat na Mistrovství světa juniorů 2010, kde plnil úlohu zástupce kapitána Patrice Cormiera. Na konci turnaje si převzal několik individuálních ocenění. Za kanadskou reprezentaci dospělých debutoval na Mistrovství světa 2011 na Slovensku, kde s týmem Kanady vypadli ve čtvrtfinále s Ruskem a Pietrangelo byl posléze vyhlášen nejlepším obráncem turnaje.

## Úspěchy

### Individuální úspěchy
- CHL All-Rookie Team - 2006-07
- OHL 1. All-Rookie Team - 2006-07
- OHL 3. All-Star Team - 2006-07, 2007-08, 2008-09, 2009-10
- OHL All-Star Game - 2010
- All-Star Team na MSJ - 2010
- Nejlepší obránce MSJ - 2010
- Nejlepší obránce MS - 2011

### Kolektivní úspěchy
- Zlatá medaile na MSJ - 2009
- Stříbrná medaile na MSJ - 2010
- Stanley Cup - 2018/2019, 2022/2023

## Statistiky

### Klubové statistiky
| Sezóna      | Klub                 | Soutěž      |      | Základní část | Základní část | Základní část | Základní část | Základní část |    | Play off | Play off | Play off | Play off | Play off |
| Sezóna      | Klub                 | Soutěž      | Z    | G             | A             | B             | TM            | Z             | G  | A        | B        | TM       |          |          |
| 2006–07     | Mississauga IceDogs  | OHL         | 59   | 7             | 45            | 52            | 45            | 4             | 0  | 0        | 0        | 8        |          |          |
| 2007–08     | Niagara IceDogs      | OHL         | 60   | 13            | 40            | 53            | 94            | 6             | 5  | 4        | 9        | 4        |          |          |
| 2008–09     | Niagara IceDogs      | OHL         | 36   | 8             | 21            | 29            | 32            | —             | —  | —        | —        | —        |          |          |
| 2008–09     | St. Louis Blues      | NHL         | 8    | 0             | 1             | 1             | 2             | —             | —  | —        | —        | —        |          |          |
| 2008–09     | Peoria Rivermen      | AHL         | 1    | 0             | 0             | 0             | 4             | 7             | 0  | 3        | 3        | 2        |          |          |
| 2009–10     | St. Louis Blues      | NHL         | 9    | 1             | 1             | 2             | 6             | —             | —  | —        | —        | —        |          |          |
| 2009–10     | Barrie Colts         | OHL         | 25   | 9             | 20            | 29            | 27            | 17            | 2  | 12       | 14       | 8        |          |          |
| 2010–11     | St. Louis Blues      | NHL         | 79   | 11            | 32            | 43            | 19            | —             | —  | —        | —        | —        |          |          |
| 2011–12     | St. Louis Blues      | NHL         | 81   | 12            | 39            | 51            | 36            | 8             | 0  | 5        | 5        | 0        |          |          |
| 2012–13     | St. Louis Blues      | NHL         | 47   | 5             | 19            | 24            | 10            | 6             | 1  | 1        | 2        | 2        |          |          |
| 2013–14     | St. Louis Blues      | NHL         | 81   | 8             | 43            | 51            | 32            | 6             | 1  | 2        | 3        | 0        |          |          |
| 2014–15     | St. Louis Blues      | NHL         | 81   | 7             | 39            | 46            | 28            | 6             | 0  | 2        | 2        | 0        |          |          |
| 2015–16     | St. Louis Blues      | NHL         | 73   | 7             | 30            | 37            | 20            | 20            | 2  | 8        | 10       | 16       |          |          |
| 2016–17     | St. Louis Blues      | NHL         | 80   | 14            | 34            | 48            | 24            | 11            | 0  | 4        | 4        | 8        |          |          |
| 2017–18     | St. Louis Blues      | NHL         | 78   | 15            | 39            | 54            | 22            | —             | —  | —        | —        | —        |          |          |
| 2018–19     | St. Louis Blues      | NHL         | 71   | 13            | 28            | 41            | 22            | 26            | 3  | 16       | 19       | 12       |          |          |
| 2019–20     | St. Louis Blues      | NHL         | 70   | 16            | 36            | 52            | 20            | 9             | 1  | 5        | 6        | 6        |          |          |
| 2020–21     | Vegas Golden Knights | NHL         | 41   | 7             | 16            | 23            | 16            | 19            | 4  | 8        | 12       | 18       |          |          |
| 2021–22     | Vegas Golden Knights | NHL         | 80   | 13            | 31            | 44            | 42            | —             | —  | —        | —        | —        |          |          |
| 2022–23     | Vegas Golden Knights | NHL         | 73   | 11            | 43            | 54            | 16            | 20            | 1  | 8        | 9        | 29       |          |          |
| 2023–24     | Vegas Golden Knights | NHL         | 64   | 4             | 29            | 33            | 24            | 7             | 0  | 1        | 1        | 4        |          |          |
| 2024–25     | Vegas Golden Knights | NHL         | 71   | 4             | 29            | 33            | 16            | 10            | 2  | 4        | 6        | 0        |          |          |
| NHL celkově | NHL celkově          | NHL celkově | 1087 | 148           | 489           | 637           | 355           | 149           | 15 | 65       | 80       | 95       |          |          |

### Reprezentační statistiky
| Rok                            | Tým                            | Soutěž                         | Z  | G | A  | B  | TM |
| ------------------------------ | ------------------------------ | ------------------------------ | -- | - | -- | -- | -- |
| 2007                           | Kanada 18                      | HGC                            | 4  | 1 | 1  | 2  | 2  |
| 2009                           | Kanada 20                      | MSJ                            | 6  | 1 | 2  | 3  | 0  |
| 2010                           | Kanada 20                      | MSJ                            | 6  | 3 | 9  | 12 | 14 |
| 2011                           | Kanada                         | MS                             | 7  | 2 | 3  | 5  | 2  |
| 2014                           | Kanada                         | ZOH                            | 6  | 0 | 1  | 1  | 0  |
| 2016                           | Kanada                         | SP                             | 6  | 1 | 2  | 3  | 2  |
| Juniorská reprezentace celkově | Juniorská reprezentace celkově | Juniorská reprezentace celkově | 16 | 5 | 12 | 17 | 16 |
| Seniorská reprezentace celkově | Seniorská reprezentace celkově | Seniorská reprezentace celkově | 19 | 3 | 6  | 9  | 4  |